# Hermann Speckmann
Hermann Speckmann (* 16. September 1937 in Delmenhorst) ist ein deutscher Sozialarbeiter, Pädagoge und Sachbuchautor. 

## Leben
Hermann Speckmann wuchs in der Gemeinde Ganderkesee auf. Er erlernte den Beruf eines Bäckers. Auf dem zweiten Bildungsweg erlangte er 1960 die Hochschulreife. Von 1960 bis 1963 studierte er an der Höheren Fachschule für Sozialarbeit in Dortmund. Von 1963 bis 1965 schloss sich eine Fortbildung in psychoanalytischer Spieltherapie am Institut für Psychagogik Heidelberg an. Es folgte eine Zeit beruflicher Tätigkeiten in Stadthagen und Oldenburg im sozialen Bereich; so war er Kreisjugendpfleger des Landkreises Oldenburg. Von 1971 bis 1977 studierte er Erziehungswissenschaft an den Universitäten Oldenburg und Hannover mit Diplom-Abschluss.

## Leistungen
Hermann Speckmann leitete von 1977 bis 1982 Wohnheime für psychisch behinderte Menschen. Anschließend war er in den Diakonischen Heimen Kästorf bis zum Jahr 2000 tätig. 
Ausgehend von seinen Praxiserfahrungen beschrieb er in Veröffentlichungen – ausgehend von individuellen Persönlichkeitsstörungen – unterschiedliche Pathologien von Organisationen sowie Hilfen für allein erziehende Wohnungslose. Er beschrieb die Behandlung von Alkoholkranken mittels kontrollierter Alkoholabgaben. 
Nach Eintritt in den Ruhestand widmete er sich heimatgeschichtlichen Themen sowie den germanisch-römischen Beziehungen. Hermann Speckmann beschrieb mit Gerold Spille die historische Person des Wilddiebs „Hasen-Ahlers“ und weitere „fast wahre“ humorvolle Geschichten über ihn.

## Mitgliedschaften
- (zeitweilig) Gründungsausschuss der Universität Oldenburg
- Freundeskreis für Archäologie in Niedersachsen
- Forschungskreis Alchemie

## Schriften
- (als Mitautor). Aich Prodosh (Hrsg.): Da weitere Verwahrlosung droht-Fürsorgerziehung und Verwaltung. Reinbek bei Hamburg, 1973
- Verständnishilfen für den Umgang mit psychisch Kranken. Band 1: Einführung in die Verhaltenspsychologie. Band 2: Einführung in die Kommunikationslehre. Hrsg.: Osnabrücker Verein zur Hilfe seelisch Behinderter e.V., Osnabrück 1983
- Dirks Döntjes. Neue Erzählungen aus dem Oldenburger Land. Geest-Verlag, Vechta 2004, ISBN 3-937844-33-3
- mit Werner Lüdecke: Eine Erinnerung an die Kriegstoten aus der Gemeinde Ganderkesee. Isensee-Verlag, Oldenburg 2006, ISBN 978-3-89995-354-1
- Römer im Oldenburger Land? Oldenburg: Isensee, 2006 ISBN 3-89995-282-0
- mit Gerold Spille: „Hasen-Ahlers 14.10.1831-26.06.1913. Der Wilddieb vom Stühe“. Isensee-Verlag, Oldenburg, 2007, ISBN 978-3-89995-398-5

Aufsätze (Auswahl)
- (mit Hans-Uwe Otto und Jürgen Nicolei): Der gelenkte Pflegeplatz, Interview mit Hermann Gmeiner. Zeit-Zeichen, Zeitschrift für soziale Arbeit, Dortmund, 8/1964
- (mit Hans-Uwe Otto): Berufskodex für den deutschen Sozialarbeiter. Soziale Arbeit, Berlin, 4/1966, S. 179–181
- SOS-Kinderdörfer in der Wandlung. Zeit-Zeichen, Zeitschrift für soziale Arbeit, Dortmund, 5/1967, S. 29–35
- Überlegungen zum Handlungsmodell des Sozialarbeiters. In: Peter Fiedler und Georg Hörmann (Hrsg.): Therapeutische Sozialarbeit. Sonderheft II/1976 der Mitteilungen der Deutsche Gesellschaft für Verhaltenstherapie e.V., Münster 1976, S. 25–44
- Überlegungen zum Handlungsmodell des Sozialarbeiters. Sozial-Zeitschrift des Berufsverbandes der Sozialarbeiter / Sozialpädagogen e.V., Essen, 4/1977, S. 21–24
- Gründe für das Verlassen einer Einrichtung der Nichtseßhaftenhilfe. Zeitschrift für das Fürsorgewesen, Hannover, 11/1989, S. 5–9
- Von der Armut der Armutstheorie. Zeitschrift für das Fürsorgewesen, Hannover, 1/1990, S. 5–8
- Die Versorgung chronisch mehrfachgeschädigter Abhängigkeitskranker. Zeitschrift für das Fürsorgewesen, Hannover, 4/1991, S. 97–99
- Eine neue Sicht der Schizophrenie-Das Vulnerbilitäts-Streß Modell. Zeitschrift für das Fürsorgewesen, Hannover, 6/1992, S. 123–125
- Aspekte der Versorgung chronisch mehrfachgeschädigter Abhängigkeitskranker. Zeitschrift für das Fürsorgewesen, Hannover, 3/1994, S. 53–56
- Wohnungslos-Bindungslos? Zeitschrift für das Fürsorgewesen, Hannover, 12/2009, S. 272–273